# Association mondiale des journaux
Pour les articles homonymes, voir AMJ et WAN.
L'Association mondiale des journaux ou AMJ (en anglais World Association of Newspapers ou WAN) est une organisation non gouvernementale de défense de la liberté de la presse.
Fondée en 1948 et basée à Paris, cette association a but non lucratif regroupe entre autres 77 associations nationales de presse, soit plus de 18 000 journaux dans 100 pays sur les cinq continents, des directeurs de journaux individuels dans 102 pays, 12 agences de presse et neuf organisations de presse régionales et internationales.
L'association remet régulièrement la plume d'or de la liberté pour récompenser la liberté d'expression dans des conditions difficiles.
L'association est membre de l’International Freedom of Expression Exchange (IFEX), un réseau virtuel mondial d'ONG qui sont supposées surveiller les violations à la liberté d'expression et qui organise, fédère ou relaie les campagnes conjointes ou organisées par ses membres, pour la défense des journalistes, écrivains et d'autres personnes persécutées alors qu'elles exercent leur droit à la liberté d’expression.
Le mardi 20 janvier 2009, l'AMJ annonce que son congrès annuel est repoussé à une date ultérieure en raison de la « crise financière et économique mondiale ». Ce congrès devait se tenir en Inde, à Hyderabad, du 22 au 25 mars prochain, il devrait se tenir vers la fin de l'année.